# Обсада на Оршова (1688)
Обсадата на Оршова е военна акция на български, влашки и сръбски доброволчески отряди на австрийска служба по време на голямата турска война.
През месец март две добре подготвени и въоръжени чети под командването на Георги Пеячевич и Богдан Маринов и в т.ч. и кавалерия, напуснали Чипровец и успешно достигнали при обсаждащите Белград австрийски войски, където застанали в разпореждане на ген.Фридерих Ветерани. Получили задача заедно със сръбски и влашки въстаници да превземат важното дунавско пристанище Оршова. Малкият турски гарнизон направил опит да окаже съпротива, но не устоял на устрема на щурмуващите и бил унищожен почти напълно, дори и предалите се в плен, общо 800 войници. Последвали превземане на гр.Кладово и няколко други по-малки схватки.